# Грушка (Івано-Франківський район)
Гру́шка — село в Україні, у Тлумацькій міській громаді Івано-Франківського району Івано-Франківської області.

## Розташування
Грушка — село, колишній центр сільської ради, розташоване за 7 км від центру громади та за 35 км від залізничної станції Івано-Франківськ.
Поблизу села проходить автомобільний шлях. Населення — 2191 чоловік.
Сільраді підпорядковалось село Мельники.
З 2020 року село Грушка входить до Тлумацької міської громади, Івано-Франківського району.

## Історія
- Давній період. На околицях села Грушки знайдено скарб ливарних виробів доби пізньої бронзи, що складався з 142 предметів.[1]

Виявлено 4 різночасові поселення :Поселення Грушка І пізнього палеоліту, мезоліту, південно-східна окраїна села, урочище Замети.
Поселення Грушка ІІ пізнього палеоліту, мезоліту, північно-східна окраїна села, урочище Могилка.
Поселення Грушка ІІІ пізнього палеоліту, один кілометр на південний схід від села, урочище Від Озерян.
Поселення Грушка ІV голіградської культури фракійського гальштату.
- Перша письмова згадка про село 27 червня 1440 року в протоколах галицького суду[3].
- Козацько-татарська навала в Галичину 1648 р. Під час походу козаків в Галичину у загонах С. Височана перебувало понад 50 селян з Грушки й Озерян. Восени 1648 року жителі села напали й розгромили маєток шляхтича в Живачеві, а в 1649 році — Палагицький замок. Мала чисельність зацікавлених жителів с.Грушка у війську Височана говорить про загальні тинденції не бажання воювати жителів Західної України за ідеї Хмельницького, а пізніше Дорошенка відображені у монографії Смолія та Степанкова "Українська національна революція 1648-1676 рр."
- Грушка в часи Речі Посполитої. Імовірно в часи Речі Посполитої в с.Грушка було споруджено "Грушецький замок" дослідження, якого потребують детального вивчення території центру села. Нині інформативний матеріал про існування в селі замку залишилось тільки в топоніміці зокрема у назві вулиці Підзамчище.
- Грушка в часи Австрійської монархії. В 1772 р. село Грушка після поділів Речі Посполитої були включені в склад Австрійської імперії в складі коронного краю Галичина і Лодомерія. У 19-му ст. починається активний розвиток Фільварків: Мангайм — знаходився в центрі села, власниця Ханіна Мангайм, наприкінці 19 ст, перенесено в Теодорівку. Букоємський — на вулиці Кашуби, Білуники, шкромиди та присілок Мельники. Еремброди з Букачів вулиця Руда (поблизу Тлумача) 500 моргів поля. Трояни власниця дружина адвоката Трибальського в 1810 році одразу після ліквідації Королівства обох Галіції та реставрації Королівства Галичини та Лодомерії згідно указу Франца ІІ село Грушка потрапило до складу Тлумацької староства, до якого також входили села Надорожна, Долина Озеряни, Бортники та інші. Упрявляли до 1850-х староством графи Дідушинські. в 90-х рр 19 ст засновано «Просвіту» її засновниками були о. А.Кадайський та п'ять селян Іван Лялюк, Микола Лазарів, Микола Лазарів, Іван Шевчук, і Теодор Меринда, при читальні існував хор, оркестр, танцювальний гурток і товариство «Відродження». Дирегентом хору був Богдан Юрій.
- Весна народів в Грушці. В 1848 року після здобутків Весни Народів селяни отримали свободу. В центрі села було споруджено пам'ятний хрест і освячений місцевим ксьондзом з УГКЦ.
- Велика війна 1914-1918 рр. У час першої світової війни велика кількість грушецької молоді вступила в склад Легіону Галицького стрілецтва. Після проголошення ЗУНР відбулась мобілізація в Галицьку армію. Після підписання Симоном Петлюрою договору з Юзефом Пілсудським, що денонсувало Акт Злуки. Та розкривом Акту Злуки Євгеном Петрушевичем, солдати Галицької армії вихідці з Грушки опинились у фільтраційних таборах, до кінця 1920-го року більшість з них повернулись у рідний край.
- Грушка в Польській Республіці. У 30-х роках XX ст. в Озерянах діяв осередок КПЗУ, який поширював свій вплив і на село Грушку. В селі були організації КСМЗУ та «Сельроб».

У 1934—1939 рр. село входило до об'єднаної сільської ґміни Хоцімєж Тлумацького повіту.
У 1939 році в селі проживало 2 940 мешканців, з них 2 860 українців-грекокатоликів, 60 українців-римокатоликів, 10 поляків, 10 євреїв
- Друга світова війна. Грушку спіткало воєнне лихоліття, в 1944 році під час другої радянської окупації радянський танкіст спалив стару дерев'яну церкву 19-го ст. В урочищі Видниця внаслідок удару радянської "Катюші" загинула група людей. Поблизу того ж місця затонув радянський танк "Тигр". В час з 1939 по 1945 рр. сільським війтом був Михайло Тимчук репресований разом із сім'єю в 1946 р. органами державної безпеки окупаційної радянської влади.
- Післявоєнне життя характеризувалося боротьбою радянських окупантів з УГКЦ та Повстанською армією. в 1940-ві роки в с.Грушка повстанцями було розбито базу НКВД. Жителі селе Грушка взяли активну участь у бою в олеському лісі в лютому 1944 р. Совітами була закрита резиденція о.Дмитра Лисого в якій служили Богослужіння, вона була перетворена на склад з міндобривом. Зруйновано декілька капликом зокрема в с.Мельники, які підпорядковувались Грушецькій сільській адміністрації.
- о. Дмитро Урсинович вбитий бійцями ОУН за антинасильницькі проповіді стосовно населення.
- Виходець з села І. М. Тимчук у роки Німецько-радянської війни командував партизанською бригадою на окупованій території братньої Білорусі, удостоєний звання Героя Радянського Союзу, у той час як інші односельці боролися проти окупантів на рідній землі[5].

За даними облуправління МГБ у 1949 р. в Отинійському районі підпілля ОУН найактивнішим було в селах Грушка і Торговиця.
- В радянський час в с.Грушка був збудований колгос, селяни пережили фактичне друге закріпачення, насильно заведені в колгоспну систему, якої вдалось уникнутив 1939 р. завдяки успішним діям війта Михайла Тимчука.
- З 1945 по 1991 р.село Грушка розвивалось за стандартними для всього радянського союзу партійними методичками. В селі відкрили колгосп імені Свєрдлова, який був закритий в 1991[7]
- Період після проголошення незалежності УРСР

В селі працює Грушківський ліце, сільська рада, будинок культури, медпункт, бібліотека - споруджені в часи УРСР. Споруджено 475 житлових будинків.
12 червня 2020 року, відповідно до Розпорядження Кабінету Міністрів України  № 714-р «Про визначення адміністративних центрів та затвердження територій територіальних громад Івано-Франківської області», увійшло до складу Тлумацької міської громади.
17 липня 2020 року, в результаті адміністративно-територіальної реформи та ліквідації Тлумацького району, село увійшло до складу новоутвореного Івано-Франківського району.
25 лютого 2022 року в селі впав літак, який належав ВПС України.
29 грудня 2022 року під час масованого російського обстрілу України в будинок у селі влучила російська ракета. Жертв і постраждалих не було.

## Населення

### Мова
Розподіл населення за рідною мовою за даними перепису 2001 року:
| Мова       | Кількість | Відсоток |
| ---------- | --------- | -------- |
| українська | 1620      | 99.88%   |
| російська  | 2         | 0.12%    |
| Усього     | 1622      | 100%     |

## Освіта
В першій половині 19-го ст. в Грушці діяла однокласова школа, в якій учителював сільський дяк. В другій половині 19-го ст. в Грушці почала діяти двокласова школа.
Після Першої світової війни на державне замовлення Польської держави, побудована двоповерхова 6-ти класова школа директором школи до 1944 року був Атанас Шевчук. Під час радянського періоду, діяла 8-ми класова пізніше 10-ти та 11-ти річні школи.
В період з 1991 по нинішній час назва школи змінилась декілька разів:
з 1991 по 2016 рр офіційна назва Грушківська ЗОШ І-ІІІ ст;
з 2016 по 2021 рр офіційна назва Грушківський НВК.
з 2021 року  діє Грушківський ліцей (директор Безверхів Марія)
з 2023 року ліцей реорганізовано в гімназію

### Відомі учні Грушківського ліцею
- Дузінкевич Мирослав Михайлович — американський художник
- Лялюк Дмитро Федорович — кандидат фізико-математичних наук, доцент ІФНТУНГ
- Калинюк Михайло Васильович — кандидат фізико-математичних наук, заслужений працівник освіти України
- Вітер-Лялюк Галини Дмитрівна — кандидат біологічних наук
- Богович Михайло Миколайович — український географ
- о. Володимир Калинюк — митрофорний протоієрей

## Пам'ятки
- Пам'ятна скульптура Скасування кріпацтва (в центрі села статуя Богородиці, встановлена на місці Хреста Свободи 1848 р.)
- Церква УГКЦ відкрита в 2012 р.
- Церква ПЦУ відкрита 1993 р.

## Сільські війти
Теодор Меринда ?-? — сільський війт, один із організаторів виборів 1897 р.
 Іван Гуменюк 1923—1939  Іван Шкромида 1939   Михайло Тимчук 1939—1944
 Богдан Семків 2006-2012  Ігор Худицький 2012-2019  Оксана Душинська з 2019

## Відомі люди

### Народились
- Дузінкевич Мирослав Михайлович (* 1976) — український та американський художник[15][16]
- Кадайський Андрій Олександрович (1876—1929) — український військовий діяч, начальний інтендант Української Галицької Армії
- Лялюк Дмитро Федорович — кандидат фізико-технічних наук, доцент ІФТНУНГ
- Лялюк-Вітер Галина Дмитрівна — кандидат біологічних наук, доцент
- Тимчук Іван Матвійович (1901—1982) — Герой Радянського Союзу
- Якимчук Богдан Михайлович — кандидат наук

### Працювали та відвудували
- Василь Семенюк — єпископ Тернопільсько-Зборівської єпархії УГКЦ, проводив в часи радянської окупації релігійну діяльність в селі.
- Павло (Василик) — єпископ Коломийсько-Чернівецький УГКЦ 1993—2004, священник села в часи заборони церкви
- Микола (Сімкайло) — єпископ Коломийсько-Чернівецький УГКЦ 2004—2013, відвідав с. Грушка в 2012 році під час освячення храму[17]

## Релігія

### Римо-католицизм
З часу свого заснування в часи Королівства Польща, в селі були римо-католицькі прихожани. Згідно даних автора книги Історія села Грушка. Обпалена земля в селі існував храм, який відвідували селяни уніати та католики. Римо-католики були патронами місцевого храму зокрема Генрик Дзіедушинські та Теодор Бредь. Місцеві римо-католики надали землю під поховання відоме нині, як Букоємське кладовище. Наприкінці 19-го століття згідно шематизму 1899 року в селі було 350 латинників.

### Греко-католицизм
Згідно шематизму 1841 року в селі було 1139 жителів уніатів. діяла парохіальна школа. Згідно шематизму 1884 року в селі було 1811 уніатів.
В селі був старий храм, який в 1944 року був спалений під час військовий дій. В часи заборони діяльності УГКЦ в УРСР, в селі таємно здійснював служіння майбутній єпископ Василій (Семенюк). В період з 1945 до 1990 парохами були: отець Зеновій Кисілевський до 1955, владика Павло Василик, отець Волосянко
Після того, коли рішенням місцевої влади приміщення резиденції останнього греко-католицького священика було передано, неканонічній УАПЦ, місцеве греко-католицьке населення отримали тимчасову споруду. В 2012 році місцева громада спорудила власний храм.
- парох Іван де Любич Могилянський Народився 1803 року. Рукопокладений 1830-го року. Священник села з 1841 року, до 1884 року
- парох Александр Кадайський Народився 1836 року. Рукопокладений 1860 року. Священник села з 1884 до 1914 року
- парох Дмитро Лисий Священник села з 1914 до 1944 року. Помер у Бразилії
- отець Дмитро Урсинович вбитий в січні 1945 р.
- парох Зеновій Кисілевський священник з 1940-х до 1960-ті[19]
- владика Павло (Василик) Духівник і священник села Грушка [19]
- отець Микола Волосянко Священник, чернець редемпторист. Народився 14 вересня 1930 в селі Старий Лисець в жовтні 1957 р отримав свячення з рук блаженного Миколая Чарнецького. в 1965 році склав обіти у Згромадженні редемптористів Помер 23 березня 2019 року у Львові[20]
- владика Василь (Семенюк) Духівник села Грушка
- о.Ігор Плетенчук Народився 30 вересня 1955 року в с.Брод, Красноярського краю СРСРВ 1990 році отримав дияконські та ієрейські свячення з рук Павла ВасиликаСвященик села з 1989 до 2017 року. Помер 2 червня 2017 року
- о. Михайло Халабарчук Народився 14 травня 1971 року в селі Яківка, УРСР З 2000 по 2003 рр. продовжив навчання в Академії св.Альфонса Ліщорі Папського Латеранського університету (м.Рим) на факультеті “Моральна теологія”.В 2005 році отримав ієрейські свячення з рук Миколи (Сімкайла). Священник села з 2017 до 2019 Помер 29 січня 2019 року[21]
- о. Тарас Гушулей[22] Священник села з 2019

### Православ'я
До 1991 року в селі не було православного населення. В 1993 році збуловано перший православний храм в історії села. З 1990 до 2018 в селі діяла парафія УАПЦ. В 2018 р. перепідпорядковано ПЦУ.
Настоятелі
- Митрофорний протоієрей Дмитро Недільчак  1991-2013
- Протоієрей Ігор Слободян з 2013-2018 (настоятель УАПЦ), з 2018 року священник ПЦУ

### Юдаїзм
Згідно шематизму в 1899 році в селі було 50 жителів, які сповідували юдаїзм.